# Романюк Роман Степанович
Романюк Роман Степанович (03 серпня 1975-11 травня 2024) — молодший сержант Збройних сил України, учасник російсько-української війни, учасник АТО. За час служби брав участь у миротворчих місіях та операціях, гасінні пожеж на Херсонщині, був у гарячих точках.

## Життєпис
Народився 3 серпня 1975 року у місті Гола Пристань. У 1997 році закінчив Херсонський кооперативний технікум, одружився та став мешканцем села Чорнобаївка.
У 1998 році долучився до лав Збройних Сил України, служив у складі військової частини 11 бригади армійської авіації, що базувалася у Чорнобаївці.
Під час служби брав участь у бойових, міжнародних операціях із підтримки миру і безпеки: Сьєрра-Леоне у складі 20 ОВЗ Місії ООН; у Ліберії у складі 56 ОВЗ Місії ООН.
З 2014 року, з першого дня війни, у складі авіаційної групи військової частини захищав Україну у Донецькій області, у 2022 році брав участь у захисті та звільненні острова Зміїний, евакуював поранених побратимів на Донеччині.
11 травня 2024 року об 11 годині загинув в ході виконання бойового завдання на майданчику розосередження у Васильківському районі Дніпропетровської області від влучання ворожої ракети.

## Нагороди
- Медаль «За сумлінну службу» ІІІ ступеня (3 листопада 2010)
- Пам'ятний нагрудний знак «Воїн-миротворець» (12 квітня 2011)
- Медаль «20 років сумлінної служби» (21 листопада 2017)
- Орден «За мужність» ІІІ ступеня[4]

## Вшанування пам'яті
На місці загибелі у селі Манвелівка Дніпропетровської області було відкрито меморіал для загиблих.

Наказом начальника Чорнобаївської сільської військової адміністрації від 23.09.2024 року № 1303 внесено до «Книги Пошани» почесних громадян села Чорнобаївка. Портрет Романюка Романа Степановича встановлено на Алеї Героїв у селі Чорнобаївка.